# Igreja Presbiteriana da Lapa
A Igreja Presbiteriana da Lapa (IPL) é uma igreja local federada a Igreja Presbiteriana do Brasil, sob jurisdição do Presbitério Bandeirantes e Sínodo de São Paulo.

## História
O missionário estadunidense Willis Robert Banks chegou ao bairro paulistano da Lapa e, com ele, iniciava-se a história da própria IPL. O missionário Banks, sob incentivo financeiro e, inclusive, de obreiros, da Igreja Presbiteriana Unida de São Paulo, sua "Igreja-Mãe". A, até então, pequena Congregação Presbiteriana da Lapa teve início na própria residência da família Banks. No entanto, foi-lhes necessário transferir a Congregação à Rua Drosfield, em imóvel alugado da família Tracco. Posteriormente, após intimação para que desocupasse o imóvel localizado à Rua Trindade, a IPUSP adquiriu para a Congregação da Lapa um terreno na Rua Eng. Fox, sendo conhecida pelo nome de "Igreja Cristã Presbiteriana da Lapa".
Após a Congregação externar seu desejo de organizar-se em Igreja, foi nomeada uma comissão para verificar a viabilidade de fazer a organização. Notando os esforços do missionário Banks e do crescimento que a Congregação Presbiteriana havia apresentado, o Presbitério aprovou sua organização. O culto solene de organização realizou-se em 22 de agosto de 1924, com 36 membros. A Igreja-Mãe, IPUSP, comprou-lhe um novo imóvel, localizado à Rua Roma, local em que permanece até a presente data. A IPL teve, como membros do Coral, a família Monteiro de Paula, cujo integrante desta, Gastão, veio a ser regente. O Rev. Matatias Gomes dos Santos foi seu primeiro pastor titular. Sob seus cuidados, a IPL recebeu 27 membros por profissão de fé e 9 por transferência. Em 1927, a IPL recebeu, como pastor titular, Guilherme Kerr, por um ano.
Em razão de alguns problemas, a igreja foi dissolvida em 1930, pelo Presbitério, sendo somente reorganizada em 1 de janeiro de 1934. Teve, como seu primeiro pastor efetivo, desde a reorganização, o Rev. Amantino Adorno Vassão, que encontrou uma igreja com 139 membros e 3 escolas dominicais com 175 alunos. Encerrou seu mandato entregando a igreja com 265 e 5 escolas dominicais com 400 alunos.
Em 14 de dezembro de 1947, contando com mais de 500 presentes, foi lançada a pedra fundamental do novo templo. Em 2011, o Rev. Mauro Meister, da IPL, teve por bem iniciar uma Congregação Presbiteriana. Com auxílio da Igreja Presbiteriana Paulistana, a Congregação iniciou seus cultos em 2012. No mesmo ano, a Igreja Presbiteriana de Pinheiros enviou-lhe o Rev. Sérgio Menga, a fim de auxiliar a nova Congregação. Esta é, portanto, fruto de um trabalho conjunto. Em 2020, a Igreja Presbiteriana da Barra Funda foi organizada.

## Pastores
Desde 27 de outubro de 2020, quando do falecimento do então pastor efetivo Rev. George Alberto Canêlhas, o pastor efetivo é o Rev. Sérgio Paulo de Lima. São pastores auxiliares Rev. Gilberto Barbosa e Rev. Robert Fonseca.
| Pastor Efetivo                              | Mandatos                 |
| ------------------------------------------- | ------------------------ |
| Rev. Matatias (Mattathias) Gomes dos Santos | 1924-1926                |
| Rev. William (Guilherme) Cleary Kerr        | 1927                     |
| Rev. João Marques da Mota Sobrinho          | 1928                     |
| Rev. Nelson Baker Omegna                    | 1929                     |
| Rev. João Marques da Mota Sobrinho          | 1929                     |
| Rev. Thomaz Porter                          | 1930-1933 (dissolvida)   |
| Rev. Amantino Adorno Vassão                 | 1934-1938 (reorganizada) |
| Rev. Domício Pereira de Matos               | 1945-1951                |
| Rev. Paulo Lício Rizzo                      | 1952-1954                |
| Rev. Teófilo Carnier                        | 1955-1960                |
| Rev. Renato Fiusa Telles                    | 1961                     |
| Rev. Oswaldo Alves                          | 1962-1971                |
| Rev. José Cássio Martins                    | 1971-1980                |
| Rev. Carlos Alberto Rodrigues Alves         | 1981                     |
| Rev. Oscar Ciola                            | 1982                     |
| Rev. Jonas Gonçalves da Cunha               | 1982-1998                |
| Rev. George Alberto Canelhas                | 1999-2020 (falecimento)  |
| Rev. Sérgio Paulo de Lima                   | 2020-atualidade          |

## Doutrina
Como uma igreja federada à Igreja Presbiteriana do Brasil a IPL subscreve a Confissão de Fé de Westminster, Breve Catecismo de Westminster e Catecismo Maior de Westminster. É uma igreja reformada, confessional, calvinista e não ordena mulheres.